# 8703-as mellékút (Magyarország)
A 8703-as számú mellékút egy közel 12 kilométer hosszú, négy számjegyű országos közút Vas vármegye területén; Püspökmolnárit köti össze a 87-es főúttal.

## Nyomvonala
A 8701-es útból ágazik ki, annak a 3+900-as kilométerszelvénye közelében, Püspökmolnári Rábamolnári településrészének északnyugati szélén, észak-északnyugati irányban. 2,4 kilométer után átlép Gyanógeregye területére, majd a 4+350-es kilométerszelvénye után éri el Gyanó községrész lakott területét. Ott találkozik a 8702-es úttal, amellyel rövidke közös szakaszuk is van; különválásuk után a 8703-as észak felé folytatódik, pár lépést követően már külterületen, 4,8 kilométer után pedig el is hagyva Gyanógeregyét.
Sorkifalud területén folytatódik, melynek Sorkikisfalud településrészét 5,4 kilométer megtételét követően éri el. Ott egy darabig nyugati irányban húzódik a falurész házai között, majd csaknem pontosan a 6. kilométerénél egy elágazáshoz ér: tovább egyenesen a 87 104-es számú mellékút folytatódik, Dömötöri községrész központja felé, a 8703-as pedig északnak fordulva kilép a belterületről. Nagyjából fél kilométerrel ezután keresztezi a 8442-es utat.
8,3 kilométer után átlépi Nemeskolta határát, de lakott helyekkel ott nemigen találkozik, a község központja több mint két kilométerre esik innen délkeleti irányban. Kevesebb, mint egy kilométer után az út el is hagyja a falut és átlép Vasszécseny közigazgatási területére. 11,7 kilométer után éri el a település eső házait, és nem sokkal ezután véget ir ér, Lipárt településrész délnyugati részén, beletorkollva a 87-es főútba, annak a 14+100-as kilométerszelvénye közelében.
Teljes hossza, az országos közutak térképes nyilvántartását szolgáló kira.gov.hu adatbázisa szerint 11,878 kilométer.

## Települések az út mentén
- Püspökmolnári
- Gyanógeregye
- Sorkifalud
- (Nemeskolta)
- Vasszécseny